# Đội tuyển bóng chuyền nữ quốc gia Cuba
Đội tuyển bóng chuyền nữ quốc gia Cuba là đội đầu tiên phá vỡ sự thống trị của Liên Xô và Nhật Bản ở Giải bóng chuyền nữ vô địch thế giới bởi chiến thắng World Women's Volleyball Championship 1978.
Đội tuyển bóng chuyền nữ quốc gia Cuba đã chiếm vị trí thống trị thế giới trong thập kỷ cuối của thế kỷ 20 (1991-2000), chiến thắng liên tiếp 8 lần trong danh hiệu FIVB World Champions bao gồm (World Cup lần thứ 6 vào năm 1991, Barcelona Olympic Games vào năm 1992, World Championship lần thứ 12 vào năm 1994,World Cup thứ 7 vào năm 1995, Atlanta Olympic Games năm 1996, World Championship lần thứ 13 vào năm 1998, World Cup lần thứ  8 vào năm 1999, Sydney Olympic Games vào năm 2000).
Biệt danh của đội  Las Espectaculares Morenas del Caribe nghĩa là "các cô gái Caribe xuất chúng".

## Vô địch 10 danh hiệu Major thế giới
| Năm    | Giải                    | Chủ nhà     | Á quân                 | Á quân thứ 2 |
| ------ | ----------------------- | ----------- | ---------------------- | ------------ |
| 1978   | 8th World Championship  | Liên Xô     | Nhật Bản               | Liên Xô      |
| 1989   | 5th World Cup           | Nhật Bản    | Liên Xô                | Trung Quốc   |
| 1991 # | 6th World Cup           | Nhật Bản    | Trung Quốc             | Liên Xô      |
| 1992 # | Barcelona Olympic Games | Tây Ban Nha | Đoàn thể thao hợp nhất | Hoa Kỳ       |
| 1994 # | 12th World Championship | Brazil      | Brasil                 | Nga          |
| 1995 # | 7th World Cup           | Nhật Bản    | Brazil                 | Trung Quốc   |
| 1996 # | Atlanta Olympic Games   | Mỹ          | Trung Quốc             | Brazil       |
| 1998 # | 13th World Championship | Nhật Bản    | Trung Quốc             | Nga          |
| 1999 # | 8th World Cup           | Nhật Bản    | Russia                 | Brazil       |
| 2000 # | Sydney Olympic Games    | Úc          | Russia                 | Brazil       |

# – 8 danh hiệu major liên tiếp vào thập niên 1990 (Giải bóng chuyền nữ Vô địch Thế giới, World Cup, Thế vận hội Mùa Hè)

## Kết quả

### Thế vận hội Mùa hè
- 1964 — Không tham gia
- 1968 — Không tham gia
- 1972 — Vị trí thứ 6
- 1976 — Vị trí thứ 6
- 1980 — Vị trí thứ 6
- 1984 — Không tham gia
- 1988 — Không tham gia
- 1992 —  Huy chương Vàng
- 1996 —  Huy chương Vàng
- 2000 —  Huy chương Vàng
- 2004 —  Huy chương Đồng
- 2008 — Vị trí thứ 4
- 2012 — Không tham gia
- 2016 — Không tham gia

### World Championship
- 1952 – Không cạnh tranh
- 1956 – Không cạnh tranh
- 1960 – Không cạnh tranh
- 1962 – Không cạnh tranh
- 1967 – Không cạnh tranh
- 1970 – Vị trí thứ 8
- 1974 – Vị trí thứ 7
- 1978 –  Huy chương Vàng
- 1982 – Vị trí thứ 5
- 1986 –  Huy chương Bạc
- 1990 – Vị trí thứ 4
- 1994 –  Huy chương Vàng
- 1998 –  Huy chương Vàng
- 2002 – Vị trí thứ 5
- 2006 – Vị trí thứ 7
- 2010 – Vị trí thứ 12
- 2014 – Vị trí thứ 21

### World Cup
- 1973 – Vị trí thứ 5
- 1977 –  Huy chương Bạc
- 1981 – Vị trí thứ 6
- 1985 –  Huy chương Bạc
- 1989 –  Huy chương Vàng
- 1991 –  Huy chương Vàng
- 1995 –  Huy chương Vàng
- 1999 –  Huy chương Vàng
- 2003 – Vị trí thứ 6
- 2007 – Vị trí thứ 4
- 2011 – Không vượt qua vòng loại
- 2015 – Vị trí thứ 9

### World Grand Prix
- 1993 –  Huy chương Vàng
- 1994 –  Huy chương Bạc
- 1995 –  Huy chương Đồng
- 1996 –  Huy chương Bạc
- 1997 –  Huy chương Bạc
- 1998 –  Huy chương Đồng
- 1999 – Vị trí thứ 5
- 2000 –  Huy chương Vàng
- 2001 – Vị trí thứ 4
- 2002 – Vị trí thứ 7
- 2003 – Vị trí thứ 11
- 2004 – Vị trí thứ 4
- 2005 – Vị trí thứ 4
- 2006 – Vị trí thứ 4
- 2007 – Vị trí thứ 7
- 2008 –  Huy chương Bạc
- 2009 – Không tham gia
- 2010 – Không tham gia
- 2011 – 11th place
- 2012 – 6th place
- 2013 – 19th place
- 2014 – 20th place
- 2015 – 25th place
- 2016 – 25th place

### FIVB World Grand Champions Cup
- 1993 –  Huy chương Vàng
- 1997 –  Huy chương Bạc

### Pan American Games
- 1955 – did not participate
- 1959 – did not participate
- 1963 – did not participate
- 1967 –  Bronze Medal
- 1971 –  Gold Medal
- 1975 –  Gold Medal
- 1979 –  Gold Medal
- 1983 –  Gold Medal
- 1987 –  Gold Medal
- 1991 –  Gold Medal
- 1995 –  Gold Medal
- 1999 –  Silver Medal
- 2003 –  Silver Medal
- 2007 –  Gold Medal
- 2011 –  Silver Medal
- 2015 – 5th place

### Pan-American Cup
- 2002 –  Huy chương Vàng
- 2003 –  Huy chương Đồng
- 2004 –  Huy chương Vàng
- 2005 –  Huy chương Vàng
- 2006 –  Huy chương Bác
- 2007 –  Huy chương Vàng
- 2008 – Vị trí thú 11
- 2009 – Không tham gia
- 2010 – Vị trí thứ 4
- 2011 – Vị trí thứ 4
- 2012 –  Huy chương Đồng
- 2013 – Vị trí thứ 6
- 2014 – Vị trí thứ 5
- 2015 – Vị trí thứ 4
- 2016 – Vị trí thứ 4
- 2017 – Vị trí thứ 5

### Final Four Cup
- 2008 – Vị trí thứ 4
- 2009 – Không tham gia
- 2010 – Khồng Tham gia

## Đội hình hiện
Bao gồm đội hình Cuba ở Giải bóng chuyền nữ Vô địch thế giới FIVB 2014.
Huấn luyện viên trưởng: Juan Carlos Gala
| No. | Tên                 | Ngày sinh            | Chiều cao           | Cân nặng       | Nhảy đập        | Nhảy chắn       | Câu lạc bộ năm 2014 |
| --- | ------------------- | -------------------- | ------------------- | -------------- | --------------- | --------------- | ------------------- |
| 2   | Regla Gracia        | 28 tháng 5 năm 1993  | 1,77 m (5 ft 10 in) | 67 kg (148 lb) | 301 cm (119 in) | 282 cm (111 in) | Camagüey            |
| 3   | Alena Rojas         | 9 tháng 8 năm 1992   | 1,86 m (6 ft 1 in)  | 76 kg (168 lb) | 320 cm (130 in) | 305 cm (120 in) | La Habana           |
| 4   | Melissa Vargas      | 16 tháng 10 năm 1999 | 1,84 m (6 ft 0 in)  | 78 kg (172 lb) | 244 cm (96 in)  | 242 cm (95 in)  | Cienfuegos          |
| 5   | Yamila Hernández    | 8 tháng 11 năm 1992  | 1,82 m (6 ft 0 in)  | 69 kg (152 lb) | 301 cm (119 in) | 285 cm (112 in) | La Habana           |
| 6   | Daymara Lescay      | 5 tháng 9 năm 1992   | 1,84 m (6 ft 0 in)  | 72 kg (159 lb) | 308 cm (121 in) | 290 cm (110 in) | Guantanamo          |
| 10  | Emily Borrell       | 19 tháng 2 năm 1992  | 1,67 m (5 ft 6 in)  | 55 kg (121 lb) | 270 cm (110 in) | 260 cm (100 in) | Villa Clara         |
| 11  | Gretell Moreno      | 30 tháng 1 năm 1998  | 1,83 m (6 ft 0 in)  | 68 kg (150 lb) | 287 cm (113 in) | 280 cm (110 in) | Granma              |
| 12  | Dairilys Cruz       | 12 tháng 9 năm 1990  | 1,83 m (6 ft 0 in)  | 65 kg (143 lb) | 310 cm (120 in) | 305 cm (120 in) | Villa Clara         |
| 14  | Dayami Sánchez      | 14 tháng 3 năm 1994  | 1,88 m (6 ft 2 in)  | 64 kg (141 lb) | 314 cm (124 in) | 302 cm (119 in) | La Habana           |
| 17  | Heidy Casanova      | 6 tháng 11 năm 1998  | 1,84 m (6 ft 0 in)  | 78 kg (172 lb) | 244 cm (96 in)  | 240 cm (94 in)  | La Habana           |
| 18  | Sulian Matienzo (C) | 14 tháng 12 năm 1994 | 1,78 m (5 ft 10 in) | 75 kg (165 lb) | 232 cm (91 in)  | 230 cm (91 in)  | La Habana           |
| 19  | Jennifer Álvarez    | 19 tháng 11 năm 1993 | 1,84 m (6 ft 0 in)  | 72 kg (159 lb) | 310 cm (120 in) | 294 cm (116 in) | Cienfuegos          |

## Đội hình cũ
- 1976 Olympic Games – Vị trí thứ 5
Nelly Barnet, Evelina Borroto, Ana Díaz, Ana María García, Miriam Herrera, Mercedes Pérez, Mercedes Pomares, Mercedes Roca, Melanea Tartabull, Imilsis Téllez, Lucila Urgelles và Claudina Villaurrutia. Huấn luyện viên: Eugenio George Lafita.
- 1978 World Championship –  Huy chương Vàng
Nelly Barnet, Ana Díaz, Erenia Díaz, Ana María García, Mavis Guilarte, Libertad González, Sirenia Martínez, Mercedes Pérez, Mercedes Pomares, Imilsis Téllez và Lucila Urgelles. Huấn luyện viên: Eugenio George Lafita.
- 1980 Olympic Games – Vị trí thứ 5
Maura Alfonso, Nelly Barnet, Ana Díaz, Erenia Díaz, Josefina Capote, Ana María García, Libertad Gonzalez, Mavis Guilarte, Mercedes Pérez, Mercedes Pomares, Imilsis Téllez và Lucila Urgelles. Head Coach: Eugenio George Lafita.
- 1992 Olympic Games –  Huy chương Vàng
Regla Bell, Mercedes Calderón, Magalys Carvajal, Marlenys Costa, Ana Fernández, Idalmis Gato, Lilia Izquierdo, Norka Latamblet, Mireya Luis, Raisa O'Farril, Tania Ortiz và Regla Torres. Huấn luyện viên: Eugenio George Lafita.
- 1994 World Championship –  Huy chương vàng
Regla Bell, Mercedes Calderón, Magalys Carvajal, Marlenys Costa, Ana Fernández, Mirka Francia, Idalmis Gato, Mireya Luis Hernández, Lilia Izquierdo, Sonia Lescaille, Tania Ortíz và Regla Torres. Head Coach: Eugenio George Lafita.
- 1996 Olympic Games –  Huy chương Vàng
Taismary Agüero, Regla Bell, Magalys Carvajal, Marlenys Costa, Ana Fernández, Mirka Francia, Idalmis Gato, Lilia Izquierdo, Mireya Luis, Raisa O'Farril, Yumilka Ruíz và Regla Torres. Huấn luyện viên: Eugenio George Lafita.
- 1998 World Championship –  Huy chương vàng
Taismary Agüero, Regla Bell, Marlenys Costa, Mirka Francia, Mireya Luis, Lilia Izquierdo, Liana Mesa, Indira Mestre, Yumilka Ruíz, Martha Sánchez, Regla Torres và Ana Fernández. Huấn luyện viên: Antonio Perdomo.
- 1999 FIVB World Cup –  Huy chương Vàng
Taismary Agüero, Azurima Álvarez, Regla Bell, Marlenys Costa, Mirka Francia, Lilia Izquierdo, Enia Martínez, Liana Mesa, Yoselín Roque Palacios, Yumilka Ruíz, Martha Sánchez và Ana Fernández. Huấn luyện viên: Antonio Perdomo.
- 2000 Olympic Games –  Gold medal
Taismary Agüero, Zoila Barros, Regla Bell, Marlenys Costa, Ana Fernández, Mirka Francia, Idalmis Gato, Lilia Izquierdo, Mireya Luis, Yumilka Ruíz, Martha Sánchez và Regla Torres. Head Coach: Luis Felipe Calderón
- 2001 FIVB World Grand Prix – 4th place
Zoila Barros, Ana Fernández, Maisbelis Martínez, Misleidis Martínez, Liana Mesa, Indira Mestre, Anniara Muñoz, Yoslan Muñoz, Yaima Ortiz, Yumilka Ruíz, Martha Sánchez và Regla Torres. Head Coach: Luis Felipe Calderón.
- 2002 World Championship – 5th place
Zoila Barros, Rosir Calderón, Nancy Carrillo, Liana Mesa, Indira Mestre, Anniara Muñoz, Yoslan Muñoz, Yaima Ortiz, Yumilka Ruíz, Martha Sánchez, Yanelis Santos và Regla Torres. Head Coach: Luis Felipe Calderón.
- 2003 FIVB World Cup – 6th place
Zoila Barros, Rosir Calderón, Nancy Carrillo, Maisbelis Martínez, Liana Mesa, Anniara Muñoz, Yaima Ortiz, Daimí Ramírez, Yumilka Ruíz, Martha Sánchez, Yanelis Santos và Dulce Téllez. Huấn luyện viên: Luis Felipe Calderón.
- 2004 Olympic Games –  Bronze medal
Zoila Barros, Rosir Calderón, Nancy Carrillo, Ana Fernández, Maisbelis Martínez, Liana Mesa, Anniara Muñoz, Yaima Ortíz, Daimí Ramírez, Yumilka Ruíz, Marta Sánchez và María Téllez. Huấn luyện viên: Luis Felipe Calderón.
- 2005 FIVB World Grand Prix – Vị thwshuws 4
Zoila Barros, Rosir Calderón, Nancy Carrillo, Kenia Carcaces, Maisbelis Martínez, Liana Mesa, Yaima Ortíz, Daimí Ramírez, Yumilka Ruíz, Rachel Sánchez và Yanelis Santos. Head Coach: Luis Felipe Calderón.
- 2006 World Championship – 7th place
Lisbet Arredondo, Zoila Barros, Rosir Calderón, Kenia Carcaces, Nancy Carrillo, Yenisey Gonzalez, Liana Mesa, Yaima Ortíz, Daimí Ramírez, Yumilka Ruíz , Rachel Sánchez và Yanelis Santos. Huấn luyện viên: Eugenio George Lafita.
- 2007 NORCECA Championship –  Gold medal
Zoila Barros, Rosir Calderón, Nancy Carrillo, Kenia Carcaces, Yenisey González, Yusleidys Hernández, Yaima Ortíz, Daimí Ramírez, Yumilka Ruíz , Yanelis Santos, Yusidey Silié và Gyselle Silva. Huấn luyện viên: Antonio Perdomo.
- 2007 FIVB World Cup – 4th place
Zoila Barros, Rosir Calderón, Kenia Carcaces, Nancy Carrillo, Yenisei González, Yusleidys Herera, Yaima Ortiz, Daimí Ramírez, Yumilka Ruíz , Dominica Salmon, Rachel Sánchez, Yanelis Santos và Yusidey Silié. Huấn luyện viên: Antonio Perdomo.
- 2011 Pan-American Games –  Huy chương Bạc
Emily Borrell, Kenia Carcaces, Liannes Castañeda, Ana Yilian Cleger, Rosanna Giel, Daymara Lescay, Yoana Palacios, Alena Rojas, Wilma Salas, Yanelis Santos, Yusidey Silie  và Gyselle Silva. Huấn luyện viên: Juan Carlos Gala.